# Jackson Hurst
Jackson Ryan Hurst (ur. 17 lutego 1979 w Houston) – amerykański aktor filmowy i telewizyjny. Wystąpił w roli Graysona Kenta w serialu Lifetime Jej Szerokość Afrodyta (2009–2014).

## Życiorys

### Wczesne lata
Urodził się i dorastał w Houston w Teksasie wraz z dwoma braćmi – Colinem i Michaelem. Uczęszczał do St. Pius X High School, gdzie  grał w futbol, piłkę nożną, koszykówkę i baseball. W 1999 ukończył Baylor University w Waco w stanie Teksas na wydziale międzynarodowych stosunków gospodarczych i Management Information System. Przez pięć lat po studiach pracował dla Citigroup w Dallas.

### Kariera
W 2006 zadebiutował na szklanym ekranie w serialu Inspektor Mom (Inspector Mom). Po występie w filmie gimnazjalnego przyjaciela, rozpoczęła pracę w niezależnych filmach, w tym The Mist (2007). Pojawił się w serialu Podkomisarz Brenda Johnson (The Closer, 2009) jako sierżant Ryan Dunn, zanim został obsadzony jako Zac Nelson w serialu Agenci NCIS (NCIS, 2011) i Jej Szerokość Afrodyta (Drop Dead Diva, 2009) w roli Graysona Kenta.

## Życie prywatne
W październiku 2013 związał się z aktorką Stacy Stas. Pobrali się 7 czerwca 2014 w San Juan Capistrano w Kalifornii. Mają dwóch synów: Rydera Jacksona (ur. 25 lipca 2015) i Huntera Eli (ur. 7 lutego 2018) oraz córkę Shiloh Lynn (ur. 29 kwietnia 2020).

## Filmografia
- 2006: Striking Range jako Stan
- 2006: Środa (Wednesday) jako Luke
- 2006: Inspektor Mom (Inspector Mom) jako Andrew
- 2007: The Mist jako Joe Eagleton
- 2007: Walking Tall: Lone Justice jako Hank
- 2007: Sprzątacz (Cleaner) jako pracownik paramedyczny
- 2007: Have Dreams, Will Travel (West Texas Lullaby) jako Jack
- 2007: Walking Tall: The Payback jako Hank
- 2008: Żywy dowód (Living Proof) (TV) jako Josh
- 2009: Podkomisarz Brenda Johnson (The Closer) jako sierżant Ryan Dunn
- 2009: Kamień życzeń – magiczne przygody (Shorts) jako pracownik
- 2009–2014: Jej Szerokość Afrodyta (Drop Dead Diva) jako Grayson Kent
- 2010: A Bird of the Air jako Lyman
- 2011: Hidden Moon jako Bruce
- 2011: Drzewo życia (The Tree of Life) jako wujek Ray
- 2011: Agenci NCIS (NCIS) jako Zac Nelson
- 2012: Unforgettable: Zapisane w pamięci (Unforgettable) jako Steve Cioffi, Jr.
- 2012: Skandal (Scandal) jako senator Jacob Shaw
- 2015: Castle jako Harlan Mathis
- 2016: Blef (The Catch) jako Mario Visconti
- 2018: 9-1-1 jako Dan
- 2018: Ostre przedmioty (Sharp Objects) jako Kirk Lacey
- 2019: S.W.A.T. – jednostka specjalna jako sierżant Ben Sikora